# Rådmansö socken
Rådmansö socken i Uppland ingick i Frötuna och Länna skeppslag, ingår sedan 1971 i Norrtälje kommun och motsvarar från 2016 Rådmansö distrikt.
Socknens areal är 87,66 kvadratkilometer land. År 2000 fanns här 1 763 invånare.  Orterna Södersvik, Gräddö och Räfsnäs, Kapellskär med Kapellskärs hamn samt sockenkyrkan Rådmansö kyrka ligger i socknen.  

## Administrativ historik
I slutet av 1500-talet bildades Rådmansö församling som ett kapellag utbrutet ur Frötuna församling. 
Vid kommunreformen 1862 övergick socknens ansvar för de kyrkliga frågorna till Rådmansö församling och för de borgerliga frågorna till Rådmansö landskommun. Landskommunen inkorporerades 1952 i Frötuna landskommun som 1971 uppgick i Norrtälje kommun.
1 januari 2016 inrättades distriktet Rådmansö, med samma omfattning som församlingen hade 1999/2000.  
Socknen har tillhört län, fögderier, tingslag och domsagor enligt vad som beskrivs i artikeln Frötuna och Länna skeppslag. De indelta båtsmännen tillhörde Södra Roslags 1:a båtsmanskompani.

## Geografi
Rådmansö socken ligger öster om Norrtälje på östra delen av halvön Rådmansö och omfattar även den yttre skärgården mellan Svenska Högarna och Söderarm. Socknen är en kuperad skogsbygd med inslag av odlingsbygd främst i väster och med kala skär i skärgården.
Genom socknen löper europaväg 18 (E18) som löper ner till Kapellskärs hamn.

### Geografisk beskrivning
Socknen avgränsas i väster av Hattsunden och Håtöviken och gränsen mot Frötuna socken. I norr avgränsas socknen av Norrtäljeviken. Socknen följer viken österut och ut på Tjocköfjärden. Den korsar Gisslingö och Trångskärsfjärden och slutar ute till havs vid Tjärvens fyr.
I söder löper sockengränsen ut från Håtöviken och rundar Furusundsfjärdens naturreservat. Gränsen löper sedan via Ålandets grund och norr om Gräskö, över Gräsköfjärden, ner genom sundet mellan Kudoxa (i Blidö socken) och Vidinge. Den rundar Vidingsöra, går via Örafjärden söder om Norrpada skärgård och försvinner ut i Uddjupet nordväst om Svenska Björn.
I skärgården omfattar socknen sålunda bland annat följande större öar och ögrupper (räknat utifrån): Norrpada skärgård, Sunnkobbarna, Söderarm, Hamnskärs skärgård, södra Gisslingö, Fejan, Tjockö, Gålgryte, Sundskär (med Gösta Bohmans dass), Vidinge, Vidingsöra, Marö, Ålandet, Gräddö-Asken och Eknö i Norrtäljevikens inlopp.

## Fornlämningar
Från järnåldern finns sju gravfält. I skärgården har labyrinter och ryssugnar påträffats.

## Namnet
Namnet skrevs 1331 Rudhma och är ett ursprungligt önamn, då delen som hyst sockenkyrkan i äldre tider var en ö. Namnet sammanhänger med rudhme, rödhme, 'rodnat; rost' och syftar troligen på färgen på berggrunden av delvis rödlätt gnejs.